# 屋敷紘子
屋敷 紘子（やしき ひろこ、1978年1月17日 - ）は、日本の女優。
大阪府出身。現在は株式会社アークエムプロモーションと業務提携を結び、
フリーランスとして活動中。

## 人物・来歴
高校卒業後、単身渡英。London and International School of Acting に入学し、古典から現代劇までを現地演劇学校にて学ぶ。
また韓国のアクション監督チョン・ドゥホンが率いるソウルアクションスクールへの留学経験ももつ。
特に、スピーディーでキレのあるアクションを得意としており、外国語（英語・韓国語）での演技も堪能。モーションアクターとして数多くのゲームの演出にも携わり、アクションの指導もこなす、日本を代表するアクション女優の一人である。
なお、アクションへの道を志したきっかけは、アクション未経験の時分に、出演の決まったアクション映画のリハーサルで鑑賞した『VERSUS』で、同作品で、「アクションのドラマチックでスタイリッシュな部分に衝撃を受けた」と語っている。
現在は、役者として多数のTVドラマ、映画、CMへの出演のほか、文筆業にも携わっており、映画誌の連載記事では取材から執筆までを一人でこなし、映画祭や関連イベントでは司会や狂言回しを担当するなど、実に多才な活躍をみせている。
- 趣味は、映画鑑賞、読書、一人旅、料理。
- 大阪育ちで、関西弁が得意。
- 女優の小雪と親交があることで知られている。
- 好物は551蓬莱の豚まんとコーヒー。
- サイズは、身長170cm、バスト83cm、ウエスト65cm、ヒップ89cm、靴24.5cm。

## 出演

### 映画
- 自殺サークル（2002年）
- So Soldier（2005年）
- SHINOBI（2005年）
- デス・トランス（2006年）
- ユメ十夜（2007年）
- DEATH NOTE（2006年）
- ベクシル 2077日本鎖国（2007年） - マリア役モーションアクター
- 片腕マシンガール（2008年）- スーパー遺族ゆみこ役
- カムイ外伝（2009年）
- ロボゲイシャ（2009年）
- ゴースト もういちど抱きしめたい（2010年）
- GANTZ / GANTZ PERFECT ANSWER（2011年）
- SP 革命編（2011年）
- 甘い鞭（2013年） - 木下景子 役
- 別の顔（2013年） - ジュン 役
- ABCs of Death（2011年、監督：西村喜廣、Zetsumetsu part）
- ガッチャマン（2013年） - 南部博士の妻 役（写真出演）
- るろうに剣心 京都大火編 / 伝説の最期編（2014年） - 本条鎌足 役
- 闇金ウシジマくん Part2（2014年） - 加賀みどり 役
- 【ら】（2014年） - フクロウ 役
- TOKYO TRIBE（2014年） - ミツコ 役
- 虎影（2015年） - くノ一美穂土 役
- コントロール・オブ・バイオレンス（2015年） - マコト 役
- GONIN サーガ（2015年） - 大西寛子 役
- リアル鬼ごっこ（2015年） - 女教師：映子 役
- 進撃の巨人 ATTACK ON TITAN（2015年） - 女型巨人 役
  - スピンオフ 進撃の巨人 ATTACK ON TITAN 反撃の狼煙 - 女教官 役
- 媚空 -ビクウ-（2015年） - ムツキ役
- 鬼談百景内エピソード「赤い女」「一緒に見ていた」（2015年）
- シン・ゴジラ（2016年）[2]
- EVIL IDOL SONG（2016年、監督：大畑創） - 吉川早苗 役
- 蠱毒 ミートボールマシン（2017年、監督：西村喜廣） - 警官隊 役
- RE:BORN（2017年、監督：下村勇二）　- イーグル 役
- 予定は未定（2017年、監督：磯部鉄平）　- 宝田純子 役（主演）
- 昼顔（2017年、監督：西谷弘）
- バイオハザード:ヴェンデッタ（2017年、監督：辻本貴則） - ナディア 役
- 牙狼〈GARO〉 神ノ牙-KAMINOKIBA-（2018年） - 蛮美 役
- マンハント（2018年、監督：ジョン・ウー）
- シン・ウルトラマン（2022年、監督：樋口真嗣）
- 凪の憂鬱（2023年）
- 先生!口裂け女です!（2023年、監督：中元雄） - 口裂け女 役[3]

### テレビドラマ
- アキハバラ@DEEP
- 演歌の女王
- 探偵学園Q 第1話
- ブラッディ・マンデイ
- 左目探偵EYE 第5話
- 牙狼-GARO- 〜闇を照らす者〜 第5話
- 仮面ティーチャー - 女SP 役
- 帰ってきた家売るオンナ（日本テレビ） - 家中冴 役
- ウチの夫は仕事ができない（日本テレビ） - 尾田まり代 役
- ウルトラマンタイガ　第11話（2019年9月14日、テレビ東京)　-　東雲ゆり子　役
- プライベートバンカー 最終回（2025年3月6日、テレビ朝日） - 井原好美 役[4]

### ラジオ番組
- Passage（調布FM） - 「Le Passage」担当ナビゲーター

### 舞台
- 東海道四谷怪談（脚本・演出：山崎哲）
- ブラボーファイアーマン（脚本：東野ひろあき / 演出：水木英昭）
- プレミア（劇団Team-090）
- 満ちたりた庭園（演出：高瀬一樹、笹塚ファクトリー） - ジェニー 役

### CM
- AXE（WebCF）
- au（TVCF）
- 進撃の巨人×スバル フォレスター（進撃篇） - 女巨人 役

### PV
- GACKT「The next decade」

### モーションアクター
- ゼノサーガ
- デビルメイクライ4
- モンスターハンターポータブル
- ベヨネッタ
- CR清水次郎長
- 鉄拳
- バイオハザード
- モンスターハンターポータブル 3rd

### OTHER
- ハング 第1話（BeeTV、監督：平川雄一朗） - 卓の母 役
- TOKYO VAMPIRE HOTEL 第5話（Amazonプライム、監督：園子温）
- ファイナルライフ-明日、君が消えても- 第1話（Amazonプライム、監督：蔵方政俊） - サラ 役